# Obléhání Tiberiady
K obléhání Tiberiady ajjúbovským sultánam Saladinem došlo 2. července roku 1187, jen dva dny před pro křižáky osudnou bitvou u Hattínu. Saladin tímto krokem hodlal vylákat k boji na bitevní pole jeruzalémského krále Guye de Lusignan a jeho armádu, která se tou dobou zdržovala na výhodné obranné pozici u pramenů La Saphorie, což se mu nakonec i podařilo.
V noci 2. července se odehrála v křižáckém táboře válečná porada, během které se mělo rozhodnout o dalším postupu. Někteří křižáčtí vůdci prosazovali, aby armáda okamžitě vyrazila obleženému městu na pomoc i za cenu rizika dlouhého pochodu přes rozpálenou poušť. Město zůstalo osamoceno na pospas Saladinovi jen s minimální obranou. Raimond III. z Tripolisu vyzýval krále ke zdrženlivost, avšak ten byl velmistrem templářů Gérardem z Ridefortu a Renaudem z Châtillonu nařčen ze zbabělosti. Král nakonec vyslyšel smělých výzev radikálů a zavelel k pochodu. Nikdo si příliš nechtěl připouštět Saladinovu lest. Tou dobou již ale bylo pro křižáky příliš pozdě. Obrana města nevydržela ani den. Ještě téhož dne 2. července 1187 byla Tiberiada dobyta. Předtím se posádka města ještě marně pokusila obléhatele uplatit, avšak bez úspěchu. Samotné město padlo velice rychle a část obránců s hraběnkou Eschivou se naposledy pokusily o ozbrojený odpor z opevněné citadely, ale i ta toho samého dne padla.
O dva dny později dorazila křižácká armáda žíznivá a vyčerpaná k Hattínským rohům, kde byla posléze hlavní částí Saladinova vojska na hlavu poražena.
Rozhodnutí křižáků opustit výhodné pozice a vyrazit obleženému městu na pomoc se ukázalo jako neprozřetelný čin, avšak nikoli bezdůvodný. Nejen proto, že hraběnka Eschiva de Bures byla ženou Raimonda z Tripolisu. Muslimská vojska, lačnící po kořisti či odplatě za minulá příkoří od křižáků, se hodlala na bezbranném městě pomstít. Saladin rozkázal vojsku město vyplenit a zpustošit. Hradby byly strženy. Obyvatelstvo, pokud neuteklo, bylo zajato nebo vyvražděno. Město prakticky přestalo existovat a již nikdy se ze své zkázy nevzpamatovalo.